# Шенгельдинський сільський округ
Шенгельди́нський сільський округ (каз. Шеңгелді ауылдық округі, рос. Шенгельдинский сельский округ) — адміністративна одиниця у складі Конаєвської міської адміністрації Алматинської області Казахстану. Адміністративний центр — село Шенгельди.
Населення — 8726 осіб (2021; 8358 у 2009; 9862 у 1999, 9334 у 1989).

## Історія
Станом на 1989 рік існувала Шенгельдинська сільська рада (села Акозек, Кербулак, Коскудук, Сарибулак, Шенгельди, Шолак, селища Боктер, Кулантобе, Таскум) Талгарського району. 1998 року сільський округ був переданий до складу Конаєвської міської адміністрації.

## Склад
До складу округу входять такі населені пункти:
| Населений пункт             | Населення, осіб (1989) | Населення, осіб (1999) | Населення, осіб (2009) | Населення, осіб (2021) |
| --------------------------- | ---------------------- | ---------------------- | ---------------------- | ---------------------- |
| Акозек, село                | 444                    | 540                    | 536                    | 431                    |
| Боктер, станційне селище    | 16                     | 12                     | 25                     | 29                     |
| Кербулак, село              | 1796                   | 1932                   | 1543                   | 1754                   |
| Коскудик, станційне селище  | 944                    | 894                    | 792                    | 763                    |
| Кулантобе, станційне селище | 45                     | 41                     | 30                     | 32                     |
| Сарибулак, село             | 1363                   | 1389                   | 745                    | 764                    |
| Таскум, станційне селище    | 10                     | 18                     | 31                     | 11                     |
| Шенгельди, село             | 4612                   | 4938                   | 4600                   | 4885                   |
| --Військове містечко        | -                      | -                      | 1                      | 27                     |
| --Зона відпочинку           | -                      | -                      | -                      | 7                      |
| --Санаторій Металург        | -                      | -                      | -                      | 10                     |
| Шолак, село                 | 104                    | 98                     | 55                     | 13                     |